# قائمة زملاء الجمعية الملكية المنتخبين في 1718
هذه الصفحة تعرض قائمة زملاء الجمعية الملكية المُنتخبين لعام 1718.

## الزملاء
- Antoine de Jussieu [الإنجليزية]‏
- ويليام ستوكلي
- Thomas Bates (surgeon) [الإنجليزية]‏
- Thomas Fantet de Lagny [الإنجليزية]‏
- ستيفن هايلز
- John Montagu, 2nd Duke of Montagu [الإنجليزية]‏
- Sir Wilfrid Lawson, 3rd Baronet, of Isell [الإنجليزية]‏
- John Conduitt [الإنجليزية]‏
- Charles Cadogan, 2nd Baron Cadogan [الإنجليزية]‏
- نيكولاس ساوندرسن
- جيمس برادلي
- Robert Gay (MP) [الإنجليزية]‏
- Robert Welsted [الإنجليزية]‏
- William Wagstaffe [الإنجليزية]‏
- Thomas Bury (judge) [الإنجليزية]‏